# Dryptodon maunakeaensis
Dryptodon maunakeaensis là một loài Rêu trong họ Grimmiaceae. Loài này được (Greven) Ochyra & Żarnowiec mô tả khoa học đầu tiên năm 2003.